# Nanahuacingo
Nanahuacingo är en ort i Mexiko.   Den ligger i kommunen Tetela de Ocampo och delstaten Puebla, i den sydöstra delen av landet, 140 km öster om huvudstaden Mexico City. Nanahuacingo ligger 1 796 meter över havet och antalet invånare är 287.
Terrängen runt Nanahuacingo är kuperad åt nordväst, men åt sydost är den bergig. Nanahuacingo ligger nere i en dal. Runt Nanahuacingo är det ganska tätbefolkat, med 60 invånare per kvadratkilometer. Närmaste större samhälle är Zacatlán, 17,8 km nordväst om Nanahuacingo. I omgivningarna runt Nanahuacingo växer i huvudsak blandskog.